# 达里娜·米夫科娃
达里娜·米夫科娃（捷克語：Darina Mifkova，1974年5月24日—），意大利前女子排球运动员。她曾代表意大利国家队参加2000年夏季奥林匹克运动会排球比赛，结果获得第九名。